# Битка при Плочник
Битката при Плочник се провежда през 1386 година (или според други източници през 1387), край селището Плочник, близо до Прокупле в днешна Югоизточна Сърбия, между силите на княз Лазар Хребелянович и нападащите османски турци на Мурад I.
Това е втори сблъсък между османците и силите, командвани от Лазар, като първият сблъсък е през 1381 в битката при Добровница. Босненският крал Твърдко I изпраща армия, цар Иван Шишман също се присъединява към коалицията, но не може да изпрати войски. Християнската армия използва тежка конница със стрелци на фланговете.
Според сведения от легендарен характер, Милош Обилич, по-късно герой от битката при Косово, е ранен от стрела в тази битка, а в нея взема участие Юг Богдан (вероятно и Милан Топлица).
Християнската армия побеждава, макар че детайлите около битката остават неясни. Тази победа временно забавя османската инвазия на Балканите и поставя основата за битката за Косово поле между двете армии през 1389 г.